# Кризис новорождённости
Кризис новорождённости — кризис, связанный с переходом от пренатального к постнатальному развитию.
Впервые был выделен и описан Л. С. Выготским. В момент родов ребёнок физически отделяется от матери, но не отделяется биологически из-за ряда причин. Ребёнок ещё долгое время остаётся неспособным выполнять основные жизненные функции и является биологически несамостоятельным существом. Существование ребёнка в период новорождённости занимает как бы среднее положение между внутриутробным развитием и последующими периодами постнатального детства. Это звено представляет собой в истинном смысле переходный этап от одного типа развития к другому.

## Основные особенности
- Перестройка физиологических механизмов: дыхания, питания, выделения, терморегуляции;
- Воздействие на нервную систему ребёнка огромного количества раздражителей в условиях недостаточной зрелости ЦНС;
- Ограниченность репертуара врождённых безусловных рефлексов ребёнка;
- Потеря иммунитета матери и крайняя уязвимость в отношении внешних факторов

Так как на ребёнка действует огромное количество стимулов после рождения, ЦНС ускоренно развивается и находит отражение в преобладании сна и сновидных состояний (сон — защитное реагирование). Эти особенности являются переходным характером кризиса новорождённости и обнаруживаются в моментах инволюции развития (например, потеря веса в первые две недели жизни, вследствие несформированности пищевого поведения). Физиологический критерий завершения кризиса — начало прибавления в весе.

## Социальная ситуация развития кризиса
Социальная ситуация развития кризиса характеризуется противоречием между полной беспомощностью ребёнка и его зависимостью от близкого взрослого, с одной стороны, и отсутствием готовых форм общения, с другой. Врождённый фонд реакций ребёнка очень беден, все его потребности удовлетворяются через взрослого. Вопрос о генезисе общения с близким взрослым — вопрос жизни и смерти.
Психологический смысл кризиса — без взрослого не выживет, а потребности в общении и средств общения пока нет.
Основная задача развития — формирование у ребёнка потребности в общении и соответствующих средств.

## Разрешение кризиса
Разрешение кризиса новорождённости происходит к концу первого месяца жизни. Это связано с комплексом оживления. Появление данного комплекса означает формирование у ребёнка первой социальной потребности — потребности общения со взрослым и представляет первую форму такого общения.